# 레니 트리스타노

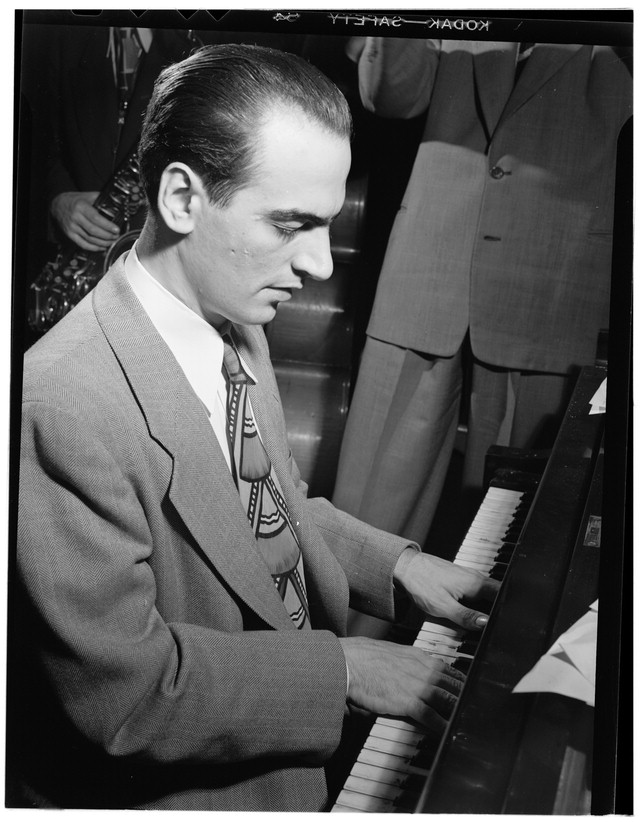
1947년

레니 트리스타노(Leonard Joseph Tristano, Lennie Tristano, 1919년 3월 19일 ~ 1978년 11월 18일)는 미국의 재즈 피아니스트이다.
밥에서 쿨에의 전환기에 완전히 백인적인 감각으로 모던 재즈의 방향을 제시한 존경받은 음악가이다. 그의 문하에서 리 코니츠가 배출되기도 하였다. 그 이론은 밥에 의하여 확대된 하모니의 개념을 멜로디에 적용시키려는 것으로, 직관적이며 기복이 많은 멜로딕 인벤션을 중심으로 하는 것이었다. 그는 또한 뛰어난 피아니스트이기도 하다.